# NGC 2495
NGC 2495 je galaksija u zviježđu Risu.

## Vanjske poveznice
- SEDS: NGC 2495